# 奈斯特韦兹
奈斯特韦兹（丹麥語：Næstved）是丹麦西兰大区的一个镇。

## 友好城市
- 法國 索恩河畔沙隆
- 挪威约维克
- 瑞典耶夫勒
- 芬兰劳马
- 冰岛贝萨斯塔德区